# ウナイ・シモン
ウナイ・シモン・メンディビル（Unai Simón Mendibil , 1997年6月11日 - ）は、スペイン・バスク州アラバ県ビトリア＝ガステイス出身のサッカー選手。ラ・リーガ・アスレティック・ビルバオ所属。スペイン代表。ポジションはGK。

## 来歴

### クラブ
2011年にアスレティック・ビルバオのカンテラに入団。2014年に3軍にあたるCDバスコニアに登録され、テルセーラ・ディビシオンでプロデビュー。
2016-17シーズンに2ndチームのビルバオ・アスレティックに昇格し、以後2シーズン正守護神を務めた。
2018-19シーズン、レンタル移籍でエルチェCFに加入。しかし、ケパ・アリサバラガのチェルシーFC移籍や、イアゴ・エレリンの負傷、アレックス・レミロの契約問題と立て続けにトップチームのGKに問題が生じ、急遽アスレティックに呼び戻された。
2018年8月20日のヘタフェCF戦でトップチームデビュー。リーグでは正守護神のイアゴ・エレリンが怪我から復帰するまでの7試合のみの出場だったが、レアル・マドリードの猛攻を1点のみに抑えるなど大きなインパクトを残した。
2019-20シーズンは正守護神として起用され、リーグ戦34試合に出場した。2020年8月20日、クラブとの契約を2025年まで延長した。

### 代表
プロデビュー前の2013年から、ユース世代のスペイン代表に随時招集されるなど、有望株として注目され、2015年にはU-18代表としてSBSカップ出場の為に来日し、U-18日本代表と対戦した。
また2019年6月に行われたUEFA U-21欧州選手権2019にも召集され、チームの優勝に貢献した。
2020年8月20日、ルイス・エンリケ監督によってスペインA代表に選出され、11月11日に行われたオランダとの親善試合で代表デビューを飾った。
2021年のユーロ2020ではレギュラーポジションを掴むと、決勝トーナメント1回戦のクロアチア戦では自身のミスで先制点を許すが、その後は数度の好セーブでピンチを救い、準々決勝進出に貢献、準々決勝のスイス戦ではPK戦で相手2人にキックをセーブ、準決勝進出に貢献、この試合のMOTMに選ばれた。
2022年11月11日、W杯カタール大会に臨むメンバーの1人に選ばれた。
2023年、UEFAネーションズリーグ2022-23決勝のクロアチア戦のPK戦では、2本のシュートをセーブして優勝に貢献した。
UEFA EURO 2024では、ターンオーバーしたアルバニア戦以外の6試合に出場。好セーブを連発し、チームの優勝に貢献した。

## 代表歴

### 出場大会
- スペイン代表
  - 2022 FIFAワールドカップ

### 試合数
- 国際Aマッチ 38試合 0得点（2020年-）[10]

| スペイン代表 | 国際Aマッチ | 国際Aマッチ |
| 年           | 出場        | 得点        |
| ------------ | ----------- | ----------- |
| 2020         | 3           | 0           |
| 2021         | 17          | 0           |
| 2022         | 11          | 0           |
| 2023         | 7           | 0           |
| 2024         |             |             |
| 通算         | 38          | 0           |

## タイトル

### クラブ
アスレティック・ビルバオ
- コパ・デル・レイ : 1回 (2023-24)
- スーペルコパ・デ・エスパーニャ : 1回 (2020-21)

### 代表
U-19スペイン代表
- UEFA U-19欧州選手権 : 2015

U-21スペイン代表
- UEFA U-21欧州選手権 : 2019

U-23スペイン代表
- オリンピック銀メダル : 2020

スペイン代表
- UEFAネーションズリーグ: 2022-23
- UEFA欧州選手権: 2024

### 個人
- サモラ賞: 2023-24